# Конвалія (заказник)
Конва́лія — ботанічний заказник місцевого значення. Розташований у Лиманському районі Донецької області. Статус заказника присвоєно рішенням облвиконкому № 9 від 10 січня 1979 року. Площа — 43 га. Заказник розташований на території Лиманського державного лісництва і входить до складу Національного природного парку «Святі гори».
Територія заказника являє собою ліс у заплаві річки Сіверський Донець, у якому росте конвалія травнева, для охорони якої був створений заказник. У заплавах ростуть діброви природного походження. Здебільшого вік дерев становить близько 110 років, деякі екземпляри віком близько 300 років.
На території заказника «Конвалія» вирощують природним способом ясенево-дубові, липово-дубові та кленово-дубові діброви.
Координати: 48°55′12″ пн. ш. 38°04′12″ сх. д. / 48.92000° пн. ш. 38.07000° сх. д.
Скасований згідно з рішенням Донецької обласної ради №4/18-508 від 02.10.2004 року . 